# Giáo hoàng Marcellô
Marcellô I (tên tiếng Latinh: Marcellus I) là người kế nhiệm Giáo hoàng Marcellinus, và là vị Giáo hoàng thứ 30. Ông được suy tôn như một vị thánh. Theo niên giám tòa thánh năm 1861 thì Marcellus đã lên ngôi Giáo hoàng vào năm 308 và ở ngôi trong 1 năm, 7 tháng và khoảng 20 ngày. Niên giám tòa thánh năm 2003 xác định triều đại của ông kéo dài từ ngày 27 tháng 5 năm 308 cho tới ngày 16 tháng 1 năm 309.

## Giáo hoàng
Sau cái chết của Giáo hoàng Marcellinus vào năm 304 dưới thời Diocletianus (Diocletian). Cuộc bách hại đối với các tín đồ Ki-tô tiếp tục gia tăng. Ngày 1 tháng 5 năm 305, Diocletianus và Maximianus thoái vị, Galerius và Constantius Chlorus lên kế vị. Bên tây phương, dưới quyền Constantius Chlorus giáo hội được bình an. Ngày 27 tháng 5 năm 308 Marcellus được bầu làm Giám mục Roma.
Marcellus sinh tại Roma. Vì điều kiện bách hại đạo khủng khiếp nên 4 năm sau khi Đức Marcellinus qua đời ông mới được bầu chọn làm Giáo hoàng. Ngài cấm triệu tập một công đồng chung mà không có sự cho phép của Đức Giáo hoàng Rôma. Trong thời gian cai trị của ông Giáo hội đang ở trong giai đoạn khủng hoảng. Đời sống linh thiêng của giáo dân và sinh hoạt của Giáo hội nhiều lúc bị gián đoạn. Thêm vào đó có nhiều chia rẽ vì các phe phái nhất là của nhóm lạc đạo Arians. Vì vây có một số tín hữu kém đức tin đã lìa bỏ Giáo hội và chối bỏ đạo khi bị bắt bớ tù đày.
Vừa đăng quang Giáo hoàng Marcellus liền chỉnh đốn lại hàng giáo sĩ và cải tổ lại công việc của Giáo hội. Theo Liber Pontificalis thì ông đã chia lãnh thổ Roma làm 25 giáo xứ, và mỗi giáo xứ có một linh mục chăm sóc. Công việc của mỗi linh mục được phân định rõ ràng: dạy dỗ giáo lý cho tân tòng, giúp đỡ giáo dân trong việc ăn năn đền tội, tống táng người chết và dâng lễ tôn kính các đấng tử đạo. Việc phận định Roma thành 25 giáo xứ vẫn tồn tại cho đến thế kỷ thứ bảy.
Ông đã tổ chức lại sự phụng tự trong các căn nhà tạm bợ, vì các nhà thờ đã bị cướp phá dưới triều Diocletianus. Truyền thống nói rằng Marcellus phải giải quyết khó khăn là tha thứ cho những kẻ bội giáo trong thời kỳ bách hại. Ngoài ra ông còn quy định công đồng chỉ được triệu tập khi có lệnh của Giáo hoàng. Tuy nhiên, ông đã gặp chống đối khi bắt buộc những người tội lỗi phải ăn năn đền tội công khai. Trong việc cải tổ ông cũng gặp khó khăn vì các nhóm chống đối được Hoàng đế Maxentus bênh vực, vị vua này rất hung bạo và tàn ác đã bắt giam ông và đày ra khỏi Roma.

## Qua đời
Truyền thống cho rằng khi vừa bị đưa khỏi Roma thì ông từ trần và được mọi người tôn kính như một đấng thánh. Giáo triều của thánh Marcellus chỉ vỏn vẹn một năm sáu tháng nhưng đã đặt một nền tảng vững chắc cho Giáo hội. Theo truyền thuyết thì ông bị bọn ngoại giáo bắt phải dâng hương tế thần của chúng nhưng ngài quyết liệt từ khước nên bị chúng giết năm 309. Nhưng theo sử sách thì chính Maxentus đã tức giận vì những cải tổ của ông và quyết liệt bài trừ bè phái lạc đạo tay chân của nhà vua. Thi thể của Giáo hoàng được hỏa thiêu tại nghĩa trang Saint Priscilla tại Rome. Thánh tích của ông sau đó chuyển về chôn cất dưới bàn thờ của thánh đường San Marcello al Corso tại Rome. Ông được giáo hội kính nhớ vào ngày 16 tháng 1.